# Obnubilación
La obnubilación (o innubilación) es un estado menos severo que el estupor, la persona responde correctamente a las órdenes complejas (ejecuta órdenes escritas, realiza cálculo mental...), pero con lentitud, fatiga o bastante dificultad de concentración.

## Clasificación clínica
Obnubilación de consciencia:  
- Grado leve a moderado: comprensión dificultada. Sopor, confusión, estupor, incapacidad de acción espontánea y coma.
- Grado profundo: imposible cualquier actividad voluntaria consciente y ausencia de cualquier indicio de consciencia.

- Datos: Q6048048